# Abd al-Málik al-Muzáffar
ʿAbd al-Málik ibn Muḥámmad ibn Abi ʿÁmir al-Muẓáffar (975-20 de octubre del 1008) (árabe: أبو مروان المظفر عبد الملك بن أبي عامر) fue hijo predilecto y sucesor de Almanzor como chambelán del califa omeya Hisham II. Su madre era una de las múltiples esposas de su padre, la influyente Al-Dalfāʾ, «la Chata». En 1002, al morir su padre, le sucedió como nuevo chambelán, jefe del Ejército y valido del Califato de Córdoba. Gobernante de facto del Estado, mantuvo al califa Hisham II como un mero títere.
Su periodo al frente de la política cordobesa se caracterizó por la continuidad de los métodos iniciados por su padre: atenciones con el califa, buenas relaciones con los jurisconsultos, mantenimiento de los clientes y de una corte literaria y continuas campañas de yihad para justificar su dominio de la política estatal. Careció, sin embargo, de la brillantez intelectual de Almanzor. Valeroso en el combate y piadoso, fue popular y el Estado gozó de estabilidad durante sus siete años de gobierno, truncados por su muerte prematura, aunque no faltaron signos de la futura crisis.
Durante sus últimos años sufrió diversos atentados y conjuras. Fue conocido con el nombre españolizado de Abdelmélic el Muzáffar, o simplemente, por su título de Al-Muzáffar.

## Comienzos y sucesión
Seis años menor que el hijo mayor de Almanzor, ʿAbd Allāh, nació en el 975 de Al-Dalfāʾ, que habría de sobrevivirle. Era favorecido por su padre, entre otras razones, por demostrar tempranamente una gran habilidad militar (al igual que su medio hermano ibn Sanchul).
El favoritismo mostrado por Almanzor hacia él había llevado a ʿAbd Allāh a conspirar en contra de su padre junto al cadí zaragozano, su pariente tuyibí ʿAbd al-Raḥmān ibn Al-Muṭarrif, y el cadí toledano, el visir ʿAbd Allāh ibn ʿAbd al-ʿAzīz al-Marwānī. Apoyados por numerosos notables cordobeses, militares contrarios a las reformas del dictador, funcionarios del gobierno y las tropas de Zaragoza, los conjurados pensaban asesinar a Almanzor y sus más cercanos colaboradores y hacerse con el poder, que se repartirían entre Al-Muṭarrif, quien quedaría a cargo de los ejércitos en las fronteras septentrionales, y ʿAbd Allāh, que tomaría el control de la capital. El dictador amirí inicialmente no pudo creer los rumores sobre la conspiración de su propio hijo, pero, una vez confirmados, destituyó y encarceló a Al-Marwānī y Al-Muṭarrif, evitando enemistarse con los tuyibíes nombrando a otro, ʿAbd al-Raḥmān ibn Yaḥyà, como nuevo cadí de Zaragoza a mediados de 989.
ʿAbd Allāh se refugió con el conde castellano García Fernández, pero tras una feroz campaña de castigo, el noble cristiano se vio obligado a entregar al joven amirí so promesa que se le respetaría la vida. Almanzor envió una pequeña escolta a recoger a su hijo; de regreso, en cuanto el grupo cruzó el Duero, ʿAbd Allāh fue decapitado. Era el 8 de septiembre de 990, ʿAbd Allāh tenía apenas 23 años. Su cabeza fue enviada a su padre. El dictador aumentó la vigilancia de la guardia palaciega sobre su propia familia y el favoritismo de que gozaba Abd al-Málik a los ojos de su padre creció.
Hacia el 991, Abd al-Málik recibió el título de ḥāŷib o chambelán, alcaide supremo de los ejércitos y otros honoríficos; su padre empezaba a preparar su sucesión. Por ese entonces, su padre se hacía llamar al-sayyīd y al-mālik al-karīm, «señor» y «noble rey», llegando incluso a considerar proclamarse califa, pero sus jurisconsultos le obligaron a desistir. Era mejor que el trono siguiera en manos de un omeya, la dinastía legítima a los ojos del pueblo, aunque el poder de facto fuera de los amiríes.
Dos años más tarde, comenzó a desempeñar cargos de notable influencia en la corta cordobesa. En la crisis de poder entre su padre y Subh de la primavera del 996, se encargó del traslado del tesoro califal a Medina Alzahira al encontrarse enfermo Almanzor para dirigir la operación, que debía privar de fondos a la madre del califa con la que oponerse al chambelán. La wahša o «ruptura» entre Almanzor y Subh se debió al miedo de esta última a que su hijo Hisham II perdiera el trono.
En el 997, aún sumido el califato en la crisis por el enfrentamiento entre Almanzor y Subh y sublevado el Magreb contra el chambelán. Poco después, entre 997 y 998, participó en un gran desfile en el que precedió a su padre y al califa, que cabalgaban juntos en el centro del cortejo, la vencida Subh también estuvo presente en la marcha triunfal. Ese mismo año participó junto a su padre y a su hermanastro en la gran campaña contra Santiago de Compostela.
En agosto del 998, partió junto con tropas de refuerzo para dirigir las operaciones militares contra Ziri ibn Atiyya junto con el gobernador de la Marca Media, Wadih, que ya había infligido una dura derrota a Ibn Atiyya en julio. Vencido Ibn Attiya a mediados de octubre, Abd al-Málik entró triunfalmente en Fez y su padre le otorgó temporalmente el gobierno del Magreb bajo soberanía cordobesa. En la primavera del 999, sin embargo, Almanzor volvió a llamarlo a la península y el dominio del territorio pasó a Wadih, venido de nuevo para sustituir a Abd al-Málik.
Poco después su padre lo premió con el título de Sayf al-Dawla o «Espada de la Dinastía» (a su hermanastro Ibn Sanchul se le nombró Nāṣir al-Dawla o «Defensor de la Dinastía»). También destacó en la difícil victoria de su padre en Peña Cervera, en el año 1000.
Se apresuró a regresar a Córdoba por orden de su padre, moribundo en Medinaceli, para asegurar su sucesión a los cargos de este. Alcanzó la capital a finales de julio del 1002 y logró que el califa Hisham le otorgase el cargo de chambelán que había desempeñado su padre, para entonces ya fallecido. Se exilió a los opositores, que habían demostrado ser incapaces de oponerse a su ascenso al poder, en Ceuta.

## Chambelán

### Continuador de la obra paterna
Seguidor fiel de la política paterna, contaba con la experiencia adquirida al lado de Almanzor durante los años anteriores a su ascenso a chambelán.
Intensificó las aceifas —ocho en total— contra los cristianos y las acompañó de gran ostentación. Supo mantener, empero, la superioridad militar frente a los Estados cristianos del norte, debilitados por luchas intestinas. Más pretencioso que su padre, fue peor estratega. Fue, no obstante, principalmente un soldado, tanto por formación como por inclinación personal, siempre más feliz entre sus oficiales —principalmente cristianos o bereberes— que en compañía de la corte.

### Problemas internos
Inclinado a la vida regalada, dejó el poder en manos de favoritos —criaturas de su padre—, que en dos ocasiones pusieron en peligro su poder. Los secretarios adquirieron gran poder y pusieron en peligro el del chambelán. El 1004, sufrió una conjura fallida que incluía su asesinato y sustitución por su joven hijo Muhámmad. Sus cabecillas, el fatà mayor Ṭarafa y el poeta ʿAbd al-Mālik al-Ŷazīrī fueron ejecutados. En diciembre del 1006, el más poderoso visir, ʿIsà b. Sald al-Yahsubi (también llamado Ibn al-Qaṭṭā') trató de eliminarlo —con apoyo de importantes familias árabes de la capital— mediante el ascenso al trono de otro omeya, Hišām b. ʿAbd al-Ŷabbār, nieto de Abderramán III, que le hubiese nombrado chambelán, pero la conspiración se frustró. El visir fue asesinado por esbirros de Abd al-Málik en su presencia el 4 de diciembre; tres días más tarde, se encerró al pretendiente, que murió en prisión. Tras desbaratar la confabulación del 1006, volvió a tomar por sí mismo las riendas del gobierno, a imitación de su padre.

### Actuación en el Magreb
En el Magreb, nombró gentes de la región para los puestos más destacados, que hasta entonces habían desempeñado andalusíes. Mantuvo buenas relaciones con los cenetes Magrawa y debió de aumentar los contingentes de estos y de los cenhegíes que pasaron a la península ibérica. A uno de ellos, al-Muizz, hijo de Ziri ibn Atiyya, antiguo gobernador del Magreb omeya y luego adversario de su padre, al-Muzáffar le otorgó el gobierno de las plazas magrebíes fieles a los omeyas, salvo de la de Siyilmasa, entregada a otros clientes de la dinastía.

### Algaras contra los Estados cristianos
Al fallecer Almanzor, los Estados cristianos del norte peninsular trataron de deshacerse de los compromisos suscritos con aquel; Al-Muzáffar hubo de actuar rápidamente para restablecer la supremacía cordobesa. Inmediatamente después de morir su padre Abd al-Málik, deseoso de poder atacar León antes de la primavera de 1003 para acabar con las esperanzas cristianas de sacudirse el yugo cordobés, procedió a ganar el favor de sus tropas repartiendo «5000 adargas, 5000 yelmos y 5000 almófares a las tropas acorazadas» fabricados por los juzzān al-asliḥa o «armeros del Estado» y 15 000 dinares de oro entre los mercenarios africanos, repartiéndolos según su categoría.
Para demostrar su fuerza a las pocas semanas de morir Almanzor, en el invierno del 1002 al 1003 organizó una aceifa con dos líneas de penetración en el reino leonés: una columna avanzó contra León y otra contra Coímbra. Para amenazar Galicia y acabar con las veleidades del tutor de Alfonso V, el conde Menendo González —a quien había elegido el cordobés—, envió el ejército a Coímbra. Esto llevó a los cristianos del Reino de León a entablar negociaciones que llevaron a pactar una tregua para el año siguiente. La dureza del invierno había impuesto el fin de los combates y el acuerdo entre los enemigos. El acuerdo entre las dos partes debió incluir el regreso de la princesa leonesa Teresa, viuda de Almanzor, a su reino de origen, donde falleció en el convento de San Pelayo en Oviedo en el 1039.
Posteriormente dirigió su atención a Cataluña. El conde de Barcelona, que había acordado una tregua con Almanzor, la había denunciado tras su muerte. En febrero del 1003, los condes catalanes habían atacado infructuosamente Lérida y habían sido derrotados en la batalla de Albesa, cerca de Balaguer, al norte de la ciudad el 25 del mes. En el combate, murió el obispo de Elna y los cordobeses capturaron a Ermengol I de Urgel, conde de Urgel y hermano del conde barcelonés. Al-Muzáffar salió de Córdoba, después de meticulosa preparación de la campaña, a mediados de junio del 1003 y en Medinaceli se le unieron tropas castellanas y leonesas, con las que acababa de pactar tras su anterior campaña, antes de encaminarse a Zaragoza. El nuevo háyib de Córdoba había exigido a los castellanos enviar un contingente para ayudar en la expedición, lo cual fue cumplido en señal de sumisión. Era la primera vez desde el 981 que los castellanos colaboraban con los moros, el último caso había sido la batalla de Torrevicente a favor de Gálib. Partió luego de Zaragoza y conquistó los castillos de Áger, Roda, Monmagastre, Meyá y Castellolí. Las fuerzas cordobesas penetraron en tierras de Urgel y luego viraron hacia el sureste para arrasar la llanura barcelonesa. Regresó a Córdoba desde Lérida el 5 de septiembre. El conde de Barcelona, Ramón Borrell, que había roto la paz suscrita con Almanzor pocos años antes, tras la campaña pidió la paz y envió embajadas para negociar el regreso de los cautivos. Fueron tomadas cautivas más de 5570 personas. Las condiciones de Al-Muzáffar fueron más severas que las que había otorgado su padre.
Convocó a sus huestes constituidas por tropas regulares y voluntarios (mutawwia) de Al-Ándalus y el Magreb, reuniéndolos y partiendo a Toledo el 14 de junio por la Bab al-Fatah, «Puerta de la Victoria». Una vez llegado a Medinaceli se encontró que tanto gallegos como castellanos le habían enviado tropas para ayudarlo, iniciando negociaciones que terminaron con un acuerdo de paz y de vasallaje el 30 de octubre.
Durante el 1004, Abd al-Málik fue árbitro en la querella de los condes Melendo González de Galicia y Sancho García de Castilla y Álava sobre la regencia del reino leonés hasta que el joven Alfonso V alcanzara la mayoría de edad, favoreciendo al primero. Abd al-Málik envió como árbitro de la disputa al juez de los mozárabes cordobeses, que falló en favor del conde gallego. Esto inició un conflicto entre los andalusíes y los castellanos, razón por la cual Abd al-Málik lanzó una incursión contra el territorio gobernado por Sancho. La campaña obligó a Sancho a solicitar rápidamente y en persona la renovación de la alianza y a ofrecerse a participar en las futuras aceifas en León o en Carrión.
Deseoso de mantener su hegemonía sobre los cristianos del norte y empujar la frontera al Duero, el dictador cordobés atacó sorpresivamente Zamora con cinco mil jinetes capitaneados por el liberto eslavo, comandante de las tropas fronterizas y gobernador o caíd de Medinaceli, Wadih, en julio del 1005 y la destruyó por completo —ya se encontraba muy arruinada por la aceifa del 981—. Más de dos mil personas fueron capturadas y vendidas como esclavas en Córdoba. Sin embargo, el conde Sancho seguía sin someterse pues en esta ocasión no aportó contingentes a la expedición leonesa, que también implicó la ruptura de la paz con León. Las fuerzas cordobesas, acompañadas de sus aliadas castellanas, alcanzaron el lejano castillo Castillo de Luna antes de retirarse. Los leoneses apenas ofrecieron resistencia a la incursión cordobesa.
Durante el verano del 1006, el chambelán puso su mira en Aragón, territorio del rey Sancho Garcés III. La expedición partió de Zaragoza, cruzó Huesca y Barbastro y se dirigió no contra Pamplona, sino que devastó los condados de Ribagorza y Sobrarbe. Sin embargo, menos hábil que su padre, sufrió una derrota en la campaña de ese año. Ésta y su descuido del gobierno le acarrearon mala fama entre la población. Esto lo motivó a deshacerse de algunos consejeros.
En el siguiente verano derrotó una coalición de castellanos, leoneses y navarros en Clunia, y capturó luego la fortaleza homónima. Tras esta victoria, tomó el título de al-Muẓaffar, «el Triunfador», de manera similar a como había hecho su padre tras vencer a su adversario Gálib en el 981. El dictador empezaba a concentrar su poder en la guerra que estaba librando contra el conde Sancho, pero la victoria inicial no fue suficiente y debió someter una revuelta castellana que se había encendido en el Duero en el otoño, concretamente en un castillo llamado «San Martín», posiblemente San Martín de Rubiales. Tras un breve asedio, los defensores negociaron con Abderramán Sanchuelo la entrega de la fortaleza a cambio de sus vidas; el chambelán fingió aceptar pero, en cuanto se abrieron las puertas, se separó a los hombres de las mujeres y niños. Los primeros fueron todos asesinados, los segundos, entregados a la soldadesca y vendidos como esclavos (diciembre de 1007).
Durante su breve gobierno Al-Muzáffar realizó ocho aceifas contra territorios cristianos, que se sumaban a las cincuenta y dos o cincuenta y seis que hizo su padre desde 977, aunque en su caso fueron generalmente operaciones de castigo contra los cristianos deseosos de librarse del yugo cordobés. Para sustentar su política de dos aceifas anuales —en promedio—, su padre había contratado al menos tres mil jinetes bereberes magrebíes y dos mil infantes negros subsaharianos. Debe mencionarse que, desde los tiempos del emirato, las aceifas no eran expediciones de conquista, puesto que nunca intentaban controlar los territorios donde se realizaban —aunque su padre intentó recolonizar algunos pocos— sino retener los propios buscando frenar la expansión enemiga; por esto fracasaron, porque, con cada victoria, los cristianos avanzaban más hacia el sur.
Lo que hacían las tropas cordobesas era saquear pueblos para que estos núcleos de repoblación no sirvieran de bases para nuevas campañas enemigas; quemaban cosechas para dificultar la preparación militar de los cristianos arruinando su economía; desmantelaban fortalezas —a veces levantadas apresuradamente— para dejar las zonas vulnerables ante aceifas futuras; y se hacían prisioneros o se obligaba al enemigo a pagar tributos como ganancia económica. Para enfrentar las algaras moras los cristianos desarrollaron tácticas de índole propiamente guerrillera, aunque no les impedía presentar batalla campal cuando creían que las circunstancias les favorecían. Para compensar su usual inferioridad numérica se centraban en su mejor conocimiento del terreno, atacando a grupos pequeños —especialmente forrajeadores— o aprovechando descuidos —tales como el distanciamiento excesivo de sus flancos, su retaguardia o su vanguardia del grueso de las tropas—. Para contrarrestar estos ataques los comandantes musulmanes daban mucha importancia a mantener el orden durante las marchas en territorio enemigo. Debe entenderse que los ejércitos de los reyes cristianos no eran más que la suma de los séquitos armados de los aristócratas que convocaba, lo cual se veía dificultado y disminuido si había revueltas internas. Cada uno de los grandes linajes nobiliarios, como los Banu Ansúrez —condes de Monzón— y los Banu Gómez —condes de Saldaña—, podía poner en armas un par de cientos de combatientes y lo que podía sumar el monarca eran algunos miles si su autoridad era unánimemente respetada —algo poco frecuente durante ese siglo—, de lo contrario quizás no pasaría los mil quinientos.
| Aceifas de al-Muzaffar |           |                        |        |      |          |
| Aceifa                 | Año       | Lugar                  | Aceifa | Año  | Lugar    |
| 1.ª                    | 1002-1003 | León y Coímbra         | 2.ª    | 1003 | Cataluña |
| 3.ª                    | 1004      | Castilla               | 4.ª    | 1005 | Zamora   |
| 5.ª                    | 1006      | Ribagorza y Sobrarbe   | 6.ª    | 1007 | Clunia   |
| 7.ª                    | 1007      | San Martín de Rubiales | 8.ª    | 1008 | Castilla |

## Muerte
La última aceifa de Abd al-Málik, nuevamente contra el conde castellano Sancho García, sucedió en el año 1008 y fue recordada por las fuentes musulmanas como gazat al-illa o «campaña de la enfermedad». Salió el Córdoba en mayo y arribó a Zaragoza el 3 de junio con la intención de saquear tierras castellanas. Las crónicas islámicas narran que enfermó gravemente camino a Medinaceli, lo que le habría impedido acometer operaciones militares, pero estudiosos modernos sostienen que es una forma de disimular un posible revés militar. De cualquier forma, es seguro que Abd al-Málik tuvo que retirarse a Zaragoza donde recibió atención médica; al ejército se le ordenó dar media vuelta hacia Córdoba mientras su jefe seguía grave en su camino de regreso a la capital, a la que llegó a comienzos de septiembre. Volvió a mejorar milagrosamente y empezó a pensar en retomar la aceifa. Sin embargo, esta jamás se realizó porque por segunda vez enfermó de forma repentina, aunque igual de repentinamente mejoró de su enfermedad. Después de esto, Abd al-Málik estaba solo preocupado de acabar victoriosamente los tres años de guerra con Castilla. Partió el 19 de septiembre de Córdoba, justo cuando empezaban a presentársele nuevos dolores corporales, decidió regresar pero nuevamente se recuperó y empezó a preparar una campaña para atacar sorpresivamente a los castellanos en invierno. Murió el 20 de octubre de 1008, en las cercanías del convento de Armilat, no lejos de Córdoba, con apenas 33 años. Enseguida empezó a rumorearse que había sido envenenado por el principal beneficiario de su muerte, su hermano y sucesor, el segundón Abd al-Rahman ibn Sanchul, más conocido como «Sanchuelo». Este había acompañado el cadáver de su hermano hasta Medina Alzahira, donde se le enterró. La madre de Al-Muzáffar se convertirá inmediatamente en una instigadora de conspiraciones contra Sanchuelo; cuando la plebe cordobesa, animada por los enemigos del nuevo háyib, asalte y destruya la ciudad-palacio de la dinastía amirí el 15 de febrero de 1009, Al-Dalfāʾ será tratada respetuosamente.
| Predecesor: Almanzor | Hayib 1002-1008 | Sucesor: Abderramán Sanchuelo |